# Filippo Parlatore

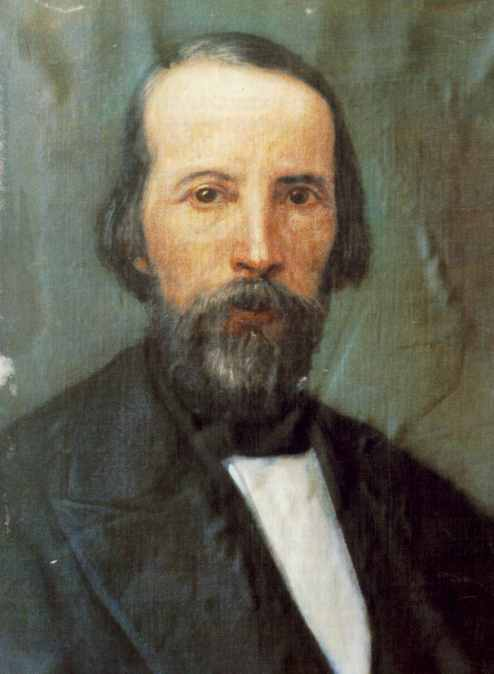
Filippo Parlatore

Filippo Parlatore (* 8. August 1816 in Palermo; † 9. September 1877 in Florenz) war ein sizilianisch-italienischer Botaniker. Sein offizielles botanisches Autorenkürzel lautet „Parl.“

## Leben
Parlatore, der sich schon in seiner Jugend für Botanik interessiert hatte, studierte Medizin in Palermo und wurde dort Assistenzprofessor für Anatomie. Er veröffentlichte über die Anatomie der Retina und praktizierte auch kurze Zeit während der Choleraepidemie 1837 in Palermo, wandte sich dann aber ganz der Botanik zu. In Palermo war er darin Schüler von Vincenzo Tineo (1791–1856), dem Direktor des Botanischen Gartens, und von Antonino Bivona Bernardi (1770–1837), einem Schüler von Tineo, der Opfer der Choleraepidemie wurde. Er unternahm ausgedehnte Reisen zum Studium der Flora und zum Austausch mit Wissenschaftlern in Italien, der Schweiz, Frankreich – er traf in Paris Philip Barker Webb, Adolphe Brongniart und Alexander von Humboldt – und England, wo er den Botanischen Garten in Kew besuchte. Im Jahr 1841 schlug er auf dem Kongress italienischer Naturforscher in Florenz die Schaffung eines nationalen Herbariums in Florenz vor, was vom Großherzog Leopold unterstützt wurde, der ihn zum Professor für Botanik an der Universität Florenz und zum Leiter des Botanischen Gartens (Giardino dei Semplici) machte. Ab 1868 war er Direktor des Naturhistorischen Museums in Florenz. Auch Parlatores Herbarium kam an das Museum. Parlatore studierte 1849 die Flora im Mont-Blanc Massiv und 1851 in Lappland und Finnland. Er wurde 1867 korrespondierendes Mitglied der Bayerischen Akademie der Wissenschaften und im Dezember 1871 assoziiertes Mitglied der Königlichen Akademie von Belgien.
Er veröffentlichte zu verschiedensten Gebieten der Botanik (darunter auch zur Paläobotanik, Pflanzengeographie, Pflanzenphysiologie und Geschichte der Botanik) und veröffentlichte eine Flora Palermos und später von ganz Italien. Im Jahre 1844 gründete er das Giornale Botanico Italiano. Podocarpus parlatorei aus der Gattung der Steineiben ist nach ihm benannt.

## Ehrungen
1842 benannte Pierre Edmond Boissier die Kreuzblütler-Gattung Parlatoria nach ihm.

## Schriften
- Flora Panormitana 1838
- Lezioni di botanica comparata, Florenz 1843
- Monographia delle fumarie, Florenz 1844
- Flora Italiana, ab 1848 (fünf Bände erschienen zu Lebzeiten bis 1874, fünf weitere herausgegeben von Teodoro Caruel bis 1894)

Er trug zum Sammelwerk Prodromus systematis naturalis regni vegetabilis von Augustin-Pyrame de Candolle bei (Koniferen und Gnetum), den er in Genf besuchte. Er trug auch zur Naturgeschichte der Kanarischen Inseln von Philip Barker Webb bei.